# Valleraugue
Valleraugue foi uma comuna francesa na região administrativa da Occitânia, no departamento de Gard. Estendeu-se por uma área de 78,35 km². Em 2010 a comuna tinha 1 441 habitantes (densidade: 18,4 hab./km²). Em 1 de janeiro de 2019, foi incorporado à nova comuna de Val-d'Aigoual.